# Santa Ana (wulkan)
Santa Ana (Ilamatepec) – wulkan w zachodnim Salwadorze, wznoszący się na zachód od kaldery Coatepeque. Wulkan Santa Ana, osiągający wysokość 2381 m n.p.m., to najwyższy szczyt wulkaniczny tego kraju. U stóp wulkanu, na północ od niego położone jest miasto Santa Ana.
W późnym plejstocenie wulkan zapadł się, powodując powstanie olbrzymiej lawiny gruzowej, która dotarła do wybrzeża pacyficznego, tworząc półwysep Acajutla. Od tego momentu wulkan odbudowywał się w kolejnych erupcjach. Jego aktywność wulkaniczna, zwykle w postaci niewielkich wybuchów, w czasach historycznych udokumentowana jest od XVI wieku. Ostatnie erupcje miały miejsce w 1920 i 1 października 2005 (2 ofiary śmiertelne).
W 1770 na jego południowych stokach powstał nowy wulkan Izalco, który podczas trwających nieomal nieustannie przez dwa wieki erupcjach utworzył nowy stożek o wysokości 650 m.